# Jean-Louis Bourdon
Jean-Louis Bourdon, né le 14 octobre 1955 à Paris, est un dramaturge et peintre français. Il est également romancier, metteur en scène, et comédien.

## Biographie
Jean-Louis Bourdon publie des romans aux éditions Flammarion. Des metteurs en scène tels que Marcel Maréchal, Georges Werler, Jean-Michel Ribes ou Michel Fagadau s'intéressent à son œuvre[Quoi ?].
Il devient peintre en 2006.
Il est également l'auteur du Sunn-Thrâa Khâdonniste, un livre de philosophie et spiritualité autoédité et publié en 2016 sous le nom de plume Dahâmâtâna.

## Pièces publiées
- 1988 : Jock. Flammarion (Actes Sud Papiers)
- 1988 : Visite d'un père à son fils. Flammarion.
- 1988 : Le Chant du coq. Flammarion.
- 1988 : Fin de programme. Flammarion.
- 1991 : L'Hôtel du silence. Éditions Julliard
- 1991 : C'était vers la fin de l'automne. Julliard / Édition théâtre&Compagnie jlb
- 1991 : Le Landau qui fait du bruit. Julliard.
- 1993 : Derrière les collines. Julliard
- 1997 : Tedy/Ces gens qui ne veulent pas mourir sont incroyables. Actes Sud Papiers.
- 2012 : Tedy en anglais - traduction Arland Wrigley, BNE Éditions.  (ISBN 978-2-36447-006-4)
- 2012 : Karma, Éditions BNE  (EAN 9782364470040)
- 2013 : L'étrange destin de M. et Mme Wallace. Édition théâtre&Compagnie jlb
- 2013 : Comme un vol d'hirondelles. Édition théâtre&Compagnie jlb
- 2013 : Le Locataire. Édition théâtre&Compagnie jlb
- 2016 : Un Monde épatant. Franck Gouraud - Éditeur
- 2016 : Le regard d'Alice. Franck Gouraud - Éditeur
- 2020 : Natasha. Éditions jlb  (ISBN 9791096336104)

## Mises en scènes principales
- 1988 : Jock, mise en scène de Marcel Maréchal, avec Loulou Leguay, Laurence Roy,Bernard Nissille, TNM et au théâtre 13 ; 1992 : mise en scène de André Ernotte, avec Craig Wasson, Jim Abele et Margaret Klenck à New York.
- 1989Visite d'un père à son fils, mise en scène de Georges Werler avec Etienne et Stéphane Bierry, au Poche Montparnasse ; 1993 mise en scène de Marco Lucchesi avec Alessandro Gassmann et Sergio Fantoni en Italie.
- 1990 : C'était vers la fin de l'automne, mise en scène de Frédérique Lombard avec Laurence Kempf Théâtre Montorgueil ; 1998 Avec la collaboration artistique de Philippe Dormoy avec Stella Serfaty Lavoir Moderne Parisien et Avignon ; 1993 Avec Sandrine Degraef, Avignon, Dijon ; 1993 Avec Manuela Massarenti à Rome.
- 1991 : Le chant du coq, mise en scène de Christophe Rouxel avec Daniel Léger et Michèle Ernou à l'Hôpital éphémère ; mise en scène de Eric Sanjou au théâtre du Galion ; 1990, mise en scène de l'auteur avec Jean-Luc Mimault et Michel Ernou à Paris.
- 1991 : Fin de programme, mise en scène de Christophe Rouxel avec Daniel Léger et Michèle Ernou à l'Hôpital éphémère ; 1991 mise en scène de Eric Sanjou au théâtre du Galion ; 1990, mise en scène de l'auteur avec Jean-Luc Mimault et Michel Ernou à Paris.
- 1992 : Derrière les collines, mise en scène de l'auteur avec Philippe Khorsand, Chantal Neuwirth, Jean-Paul Muel, Laurence Kempf, Daniel Dublet, à Avignon[3] ; reprise en 1994 mise en scène de l'auteur avec Jean-Jacques Moreau, Chantal Neuwirth, Jean-Paul Muel, Laurence Kempf, Daniel Dublet, au TEP ; reprise en 1997 mise en scène de l'auteur avec Jean-Claude Dreyfus, Chantal Neuwirth, Jean Benguigui, Julia Maraval, au Trianon.
- 1993 : Le Landau qui fait du bruit, mise en scène de l'auteur avec Judith Magre et Jacques François.
- 1997 : Scène de la misère ordinaire, mise en scène de Marc Ange Sanz avec Daniel Léger au théâtre Dix-huit et tournée.
- 1999 : Tedy, mise en scène de Jean-Michel Ribes avec Roland Blanche au poche Montparnasse ; Nomination du Meilleur comédien aux Molières 1999
- 2000 : Karma, mise en scène de Michel Fagadau avec Marcel Maréchal et Antoine Basler, au Studio des Champs Élysées.
- 2000-2002 : Au fond des bois, mise en scène de Christophe Luthringer avec Cyril Mercury à Avignon, Théâtre du Bourg-Neuf.
- 2008 : Un monde épatant ou le pouvoir aux imbéciles, mise en scène de l'auteur, avec Didier Forest et Laurent Contamin à l'école d'architecture de Clermont-Ferrand.
- 2011 : mise en scène Tedy de Patrice Bousquet dans trois régions avec Jean-Claude Dreyfus
- 2012 : mise en scène Tedy de Joêl Lefrançois à Pont-Audemer et Normandie, avec Chick Ortega
- 2015 : Un monde épatant. Mise en scène de l'auteur, avec Philippe Saïd et Thierry Nenez
- 2016 : Tedy, avec Chick Ortéga, mise en scène de l'auteur.

## Romans
- Scènes de la misère ordinaire, Flammarion 1992.
- Que le jour aille au diable, Flammarion 1993.
- Sur la tête du Bon Dieu, Flammarion 1996[4].
- Ainsi soit-il, Éditions de la Différence 1999.